# Патрокл (наварх)
Патрокл (наварх) — полководець єгипетського царя Птолемея II, відомий своєю діяльністю під час Хремонідової війни (267—262 рр. до н. е.).

## Початок діяльності
Про діяльність Патрокла до Хремонідової війни відомо дуже мало: він був сином Патрона та в 271/270 р. до н. е. обіймав посаду верховного жерця культу Александра Великого (засновник династії Птолемей колись перехопив караван із тілом цього македонського царя та відвіз до своєї сатрапії, де почав розбудовувати поклоніння Александру як богу).
В якийсь момент Патрокл діяв у малоазійських володіннях єгиптян, де у карійському Кавні наказав схопити Сотада. Останній втік сюди з Єгипту від гніву Птолемея ІІ, викликаного твором поета із засудженням інцесту між єгипетським царем та його сестрою Арсіноєю II. Втім, у Кавні він попався Патроклу та був страчений через утоплення в морі.

## Заснування баз у Егеїді

Карта південної Егеїди, у якій Патрокл діяв під час Хремонідової війни. Зокрема, позначені згадані у статті Афіни, острів Патрокла (біля південного узбережжя Аттики), Саронічна затока (на протилежній від Афін стороні затоки північно-західніше острова Порос виступає на північ півострів Метана), острови Кеа, Евбея, Тера (Санторіні) та Крит

На початку 260-х років до н. е. Птолемей II вступив у союз із рядом грецьких полісів, які підбурював виступити проти македонського царя Антигона II Гоната. Останній виступив на південь та взяв Афіни у облогу (ймовірно, 266 р. до н. е.). Птолемей ІІ послав на допомогу союзникам флот під командуванням Патрокла. Останній зайняв цілий ряд пунктів у Егеїді єгипетськими гарнізонами, як то:
- біля Ітаноса на східному завершенні острова Крит. При цьому сам Ітанос продовжував залишатись автономним полісом та пошанував Патрокла наданням свого громадянства;
- на Кікладських островах — Тері (південний схід архіпелагу) та Кеа (північно-західна частина Кіклад неподалік від узбережжя Аттики). Тера стала командним центром єгипетської армії в Егеїді, а на Кеа для розміщення залоги обрали один з чотирьох полісів цього острова Корессос, котрий перейменували на Арсиною (на честь тієї самої цариці, через любов Птолемея до якої постраждав Сотад);
- у Метані на Арголідському півострові (частина Пелопоннесу). Це місто знаходилось на південному узбережжі Саронічної затоки, на півострові, з'єднаному із Арголідою вузеньким перешийком, де якому звели укріплення для попередження наземної атаки. Метану при цьому також перейменували на Арсиною.
Крім того, Патрокл розмістив п'ять опорних пунктів на узбережжі Аттики: у Геліополісі на схилі гори Іметт та біля святилища Аполлона Зостера у Вуліагмені (обидва на західному березі області південніше від Афін); на невеличкому «острові Патрокла» біля південного узбережжя Аттики, який допомагав контролювати вхід до Саронічної затоки навколо мису Суній (в укріпленні на самому мису стояв македонський гарнізон); у Короні на східному узбережжі Аттики (тут розкопками виявлено монети Птолемея ІІ та сліди короткочасного перебування військ); на північно-східному березі області у Рамносі, де ще з 5 століття до н. е. знаходився форт, котрий контролював рух між Аттикою та Евбеєю (тут виявлено напис на честь гіпарха Епіхара, котрий забезпечив розміщення військ Патрокла).

## Хід Хремонідової війни
Втім, Патрокл не мав значних наземних сил, тому розміщені у Аттиці укріплення могли лише дошкуляти Антигону, який протягом кількох років вів облогу Афін. В її прориві Патрокл розраховував на допомогу пелопоннеських союзників. Як зазначає Павсаній, він звернувся до спартанського царя Арея I, обіцяючи за умови його виступу на допомогу Афінам напасти на македонян з тилу — без цього Патрокл вважав неможливим атакувати лише зі своїми єгипетськими моряками македонське військо. Втім, Арей не бажав докладати надмірних зусиль, вважаючи необхідним берегти воїнів для захисту власних інтересів, а не жертвувати ними заради чужих. Тому він під приводом нестачі продовольства відвів свою армію від Коринфа, котрий був осадженим македонським гарнізоном та перекривав шлях по суходолу через Істм (втім, далі Арей ще двічі виступав на Коринф та у 265/264 загинув у битві під ним).
Надалі Патрокл вів боротьбу все так же пасивно, можливо, у відповідності до наказу від Птолемея II. Македонія також володіла великим флотом та залучила для своїх операцій піратів. Єгиптяни так і не змогли стати господарями моря, що засвідчує напис з Мілета на узбережжі Іонії. Він зазначає про складні часи (включаючи напади на морі) та містить подяку Птолемея ІІ містянам за виявлену вірність і підтримку. Складність ситуації характеризує той факт, що в період з 266/265 по 263/262 роки на посаду стефанофора — головного чиновника міста, мілетяни обирали самого бога Аполлона, вважаючи, що інші не зможуть впоратись із завданням.
У підсумку в 262 р. до н. е. Антигон примусив Афіни до капітуляції. Єгипетські опорні пункти в Аттиці припинили своє існування, а от гарнізони в Метані, Кеа, Тері та Ітаносі залишались осадженими єгипетськими залогами до середини наступного століття (на Кеа — до кінця 3 століття до н. е.).
Деякі дослідники відносять до Хремонідової війни морську битву при Косі, яка сталася вже після падіння Афін. Македонці здобули тут упевнену перемогу над єгипетським флотом, проте невідомо, чи мав Патрокл якесь відношення до цієї битви. Не виключено також, що вона взагалі сталася дещо пізніше, під час Другої Сирійської війни (260—253 рр. до н. е.).